# Máron
Máron (románul: Marin) falu Romániában, Szilágy megyében.

## Fekvése
A Szilágysomlyói-medencében, Szilágysomlyótól 22 km-re délre, Zilahtól 29 km-re délnyugatra fekszik. A Krasznára vezető utat 2008-ban aszfaltozták.

## Története
1312-ben Maryn, 1458-ban Maron, 1497-ben Marony néven említették. Már a 15. században és később is főként a losonci Bánffy család birtoka volt.
Bánfi László és Báthory István misék végzésének kötelezettségével a nagyfalusi pálos kolostornak ajándékozták. A pálosok mároni jobbágyait Izabella királyné fel is mentette az adózás alól. 1556-ban János Zsigmond egy mároni részbirtokot losonci Bánfi Istvánra ruházott át. 1563-ban a zárda priorja a Báthoryaknak adta. 1571-ben a birtok felosztásáról szerződést kötött Báthory István erdélyi vajda, fivére Báthory Kristóf, valamint Bánffy Farkas (†1591) és fivére, Bánffy Kristóf (†1578).
1677-ben Bánffy Dénes özvegye, Bornemissza Katalint iktatták be a mároni birtokba. 1699-ben Báthory Zsófia rendelkezése szerint mint a somlyai birtok tartozéka évenként 336 sótömböt tartozott kiállítani és 4 ökörrel adózott.
1658-ban huszonhat jobbágycsaládot és tizenöt puszta háztelket írtak össze. 1708-ban a környéken folyó csatározások miatt lakosai elmenekültek, és még 1715-ben is lakatlanul állt. 1720-ban azonban már 64 jobbágy- és 23 zsellércsaládot írtak össze. 1750-ben 151 görögkatolikus (román), 1785-ben 436 lakosa volt.
1759-ben Bánffy Ferenc és Boldizsár osztoztak meg birtokán; két egyenlő részre osztva azt. 1876-ig Kraszna vármegyéhez tartozott, akkor Szilágy vármegye krasznai járásához csatolták.
Korábban híres volt az itt főzött nagy mennyiségű cujkáról.
Görögkatolikus lelkészét 1950-ben letartóztatták, és a nagyenyedi börtönben halt meg. 1780-ban épült fatemplomát 1967-ben rombolták le. Az újraéledt görögkatolikus egyház 1998-ban új, saját templomot szentelt fel a faluban.

## Népessége
- 1850-ben 529 görögkatolikus vallású román lakosa volt.
- 1910-ben 702 lakosából 689 volt román és 12 német (jiddis) anyanyelvű; 689 görögkatolikus és 11 zsidó vallású.
- 2002-ben 995 román nemzetiségű lakosából 895 volt ortodox és 97 görögkatolikus vallású.